# Cristóbal de Villalón
Cristóbal de Villalón (Valladolid (?), principios del siglo XVI - después de 1588[cita requerida]) es un escritor y ensayista español del Renacimiento. Los datos de la biografía de Villalón se conocen con poca seguridad, algunos sitúan su nacimiento en torno a 1510, tal vez en la ciudad de Valladolid o alrededores, mientras que su muerte pudo haber sido en Medina del Campo en 1562, aunque algunos autores la sitúan tan tarde como 1588.
Escribió sobre varios temas entre ellos teología y gramática. Algunos creen que el licenciado Villalón autor de una importante Gramática Castellana (1558), publicada en Amberes, debe identificarse con Cristóbal de Villalón.

## Biografía
Nació a principios de siglo, tal vez hacia 1510, y se graduó de bachiller en artes en Alcalá. Pasa a la Universidad de Salamanca en 1525, hecho del que él mismo da cuenta en su obra El scholástico. En la facultad de teología entra en contacto con los más prestigiosos humanistas de su tiempo. En 1530 es catedrático en la Universidad de Valladolid y en 1532 profesor de latín de los hijos del Conde de Lemos. Sigue en Valladolid hasta 1545. De algunas anécdotas y anotaciones en sus obras se deduce que viajó por Castilla y tal vez por Alemania. Aunque parece haber pasado la mayor parte de su vida en la provincia de Valladolid y alrededores. En 1588 se pierde el rastro de su vida.[cita requerida]

## Obra
Cristóbal Villalón, licenciado en Teología, fue autor de las siguientes obras:
- Tragedia de Mirrha, Medina del Campo, 1536 (publicada en Revue Hispanique, 1908).
- Ingeniosa comparación entre lo antiguo y lo presente, Valladolid, 1539 (publicada por la sociedad de bibliófilos españoles).
- El viaje de Turquía (?) (atribuida a Villalón por M. Serrano).
- El crótalon (?) (atribuida a Villalón por M. Serrano).
- Provechoso tratado de cambios y contrataciones de mercaderes y reprobación de usura, Valladolid, 1541.
- El Scholástico, 1550 (publicado en 1911, por la sociedad de bibliófilos madrileños).
- Gramática Castellana, 1558.

Su primera obra es la Tragedia de Mirrha (1536), novela dialogada que se inspira en los amores incestuosos entre Mirrha y su padre, el rey Cíniras, tratados por Ovidio en sus Metamorfosis, X. La ingeniosa comparación entre lo antiguo y lo presente (1539), es un diálogo poco ágil en que cada una de las partes expone sus tesis de forma prolija. El Scholástico fue compuesto en las mismas fechas pero no se llegó a publicar; tiene como tema la utopía de querer formar un hombre perfecto como discípulo, como maestro y como escritor. El autor expone en el prólogo que sigue a Platón y a Macrobio, y no directamente a Baltasar de Castiglione, como se ha dicho. Es un libro muy denso que nunca se ha publicado íntegramente. Su obra más popular fue Provechoso tratado de cambios y contrataciones de mercaderes y reprobación de usuras, que trata sobre el problema moral de la licitud del interés desde un punto de vista doble, a la vez teológico y comercial. Por último, en 1558 publicó su Gramática castellana, que se aleja de la latina más que la de Antonio de Nebrija y se centra ya en los problemas concretos de la lengua.
El Crótalon es la obra más importante e interesante de Villalón por poseer un fuerte contenido erasmista y un estilo lucianesco que se encuentra en las otras obras del autor, según la opinión de la filóloga Asunción Rallo Gruss.